# Carl Maurer
Pour les articles homonymes, voir Maurer.
Carl Maurer, né le 23 juin 1874 à Lobsann et mort le 23 février 1950 à Strasbourg, est un pasteur luthérien qui joue  un rôle politique important dans la période troublée de l’Entre-deux-guerres en Alsace (1919-1939). Sa carrière illustre le drame des Alsaciens déchirés entre la France et l’Allemagne. Ses opinions politiques peu favorables au vainqueur français le font durement sanctionner à la fois en 1919 et en 1947. Il a été très engagé d’une part dans la défense du statut religieux d’Alsace-Lorraine, contre Herriot en 1924, et d’autre part dans la défense de la langue allemande en Alsace, langue qu’il associe étroitement à l’expression du sentiment religieux luthérien.

## Biographie

### Jeunesse et début de carrière
Charles Maurer est issu d'une famille d'Alsace du nord. Son père Peter M. Maurer est employé, marié à Elisabeth Schmidt. Charles Maurer étudie la théologie protestante à l'Université de Strasbourg. En 1896, il est pasteur proposant à Saint-Pierre-le-Jeune protestant, puis successivement à Colmar, Westhoffen, Bischwiller, Hœrdt et Strasbourg Saint-Guillaume. Il est consacré le 19 février 1898 et épouse en 1901 Lina Schahl, peu avant sa nomination à Bust, où il forme une nouvelle paroisse. Il y fonde aussi une caisse d'épargne coopérative. Le ménage Maurer adoptera une fille, Marie-Louise, née à Schweidnitz en Silésie.
Charles Maurer est de sensibilité conservatrice et collabore au magazine luthérien orthodoxe teinté de néo-luthéranisme Der Friedensbote (« Messager de la paix »). Il s'intéresse énormément aux missions et devient délégué de la mission intérieure et de la Hermannsburger Mission (de) ; il participe à la conférence missionnaire internationale d’Édimbourg en 1910. Néanmoins, il refuse un poste important en Afrique pour pouvoir rester en paroisse en Alsace. En 1915, il est nommé à Gerstheim, une paroisse divisée depuis 40 ans entre une majorité libérale et une minorité conservatrice, dans la ligne de l'orthodoxie luthérienne. Le conseil presbytéral est d'abord opposé à la nomination mais celle-ci est maintenue et permet finalement de réunifier la paroisse.

### Premières prises de position politiques pendant la Grande Guerre de 1914-1918
Pendant la Grande Guerre, il exprime son soutien à l’Allemagne dans l’hebdomadaire luthérien orthodoxe Friedensbote (« Messager de la paix »), dont il est le rédacteur en chef. Après l’armistice de 1918, la commission directoriale prononce sa mutation disciplinaire de Gerstheim à Schwindratzheim, « en raison de ses sentiments francophobes ».
Désormais, il se comporte en Alsacien qui souhaite une autonomie de l’Alsace-Moselle à l’intérieur de l’État français. Jusqu’en 1940, il œuvre en faveur du maintien de l’allemand dans l’enseignement, alors que celui-ci était entièrement en français, sauf pour les cours de religion. S’il s’engage pour le particularisme de son pays natal (Heimat), c’est surtout comme pasteur luthérien orthodoxe, les deux choses étant pour lui intimement liées. 

### Un engagement public croissant dans les années 1920
Dans la première moitié des années 1920, Maurer s’investit beaucoup dans la rédaction du Friedensbote et du calendrier quotidien (Lesekalender), où il s’exprime sur des sujets d’actualité. Lors de la campagne électorale de 1924, il milite pour l’éducation chrétienne des élèves et rejette l’école laïque de manière très ferme, face à Édouard Herriot qui voulait appliquer à l’Alsace les lois laïques de séparation des Églises et de l’État de 1905. Herriot échoue, car il est renversé par la Chambre des députés à Paris et la laïcité n’est pas introduite en Alsace, où la législation religieuse de Napoléon Ier est toujours en vigueur (Concordat pour les catholiques de 1801, Articles Organiques pour les luthériens et les réformés de 1802 et statut pour les juifs de 1808).
Après 1925, il joue un rôle actif dans le courant autonomiste à son apogée. Il devient un des collaborateurs du nouvel hebdomadaire Die Zukunft (de) (L’Avenir) (1925), dirigé par Paul Schall, René Hauss et Eugène Ricklin. En août 1926, Die Zukunft publie un manifeste signé par plus de 100 personnes dont Maurer, qui réclame une « autonomie totale » dans le cadre français et le respect de la conception chrétienne du monde. Maurer fait partie du cercle des rédacteurs, divisé en deux orientations, l’une plus radicale qui emploie le terme de « Nation alsacienne », l’autre plus modérée, où Maurer se borne à souhaiter l’expression « minorité allemande » d’Alsace.  Le tirage atteint 40 000 exemplaires et ce succès alarme les autorités françaises, qui prononcent son interdiction en octobre 1927.

### Activité politique de 1926 à 1933
À partir de 1926, Maurer fait partie du milieu des acteurs politiques de l’autonomisme. Il entre alors dans le Parti progressiste alsacien (en) Fortschrittspartei de Camille Dahlet, député protestant de Saverne de 1928 à 1940. Ce parti se distingue du Landespartei (en) (parti du Land d’Alsace) parce qu’il ne veut pas se lier au concept de conception chrétienne du monde. Maurer est ainsi en contact fréquent avec un grand nombre d’autonomistes. Lors des élections législatives de 1928, il refuse de se présenter. 
Pendant quelque temps, il accepte d’être l’intermédiaire entre des donateurs allemands et les chefs autonomistes d’Alsace. Les subsides sont réunis par Robert Ernst, fils d’un pasteur alsacien parti fin 1918 en Allemagne. Ce dernier les confie à des intermédiaires suisses qui viennent les remettre à Maurer avant de rentrer chez eux le lendemain en Suisse. Ces fonds représentent environ 2 millions de marks entre 1925 et 1933, année de leur suppression. Ils étaient fournis par des personnalités du monde de l’industrie et du commerce, diverses organisations et des subventions du Auswärtiges Amt (ministère des Affaires Étrangères). Les destinataires étaient des structures qui favorisaient la culture allemande en Alsace et des publications autonomistes dont L'Humanité d’Alsace-Lorraine de Charles Hueber, un communiste autonomiste, la Zukunft et la Landespartei. Maurer était ainsi en relation étroite avec les responsables autonomistes et ses adversaires le connaissaient comme tel. Malgré cette activité, les sources conservées ne donnent pas l’impression qu’il ait négligé son ministère pastoral.

### Arrêt de son activité politique en 1933
Après l’arrivée au pouvoir de Hitler en 1933, il promet au président de l’ECAAL (Église luthérienne) Ernwein de ne plus s’occuper de questions politiques. Cependant, jusqu’en 1939, il observe l’évolution de la situation en Allemagne dans le Evangelisch-lutherischer Kalender. De manière croissante, il critique le national-socialisme de Hitler et prend position contre le Reichsbischof (de) Müller (évêque des protestants d’Allemagne) et pour l’Église confessante.

### Carl Maurer, président d’Église
Après l’offensive allemande du Blitzkrieg le 10 mai 1940 dans les Ardennes et la déroute française, Carl Maurer est arrêté le 31 mai et interné dans le camp d’Arches dans les Vosges comme suspect de complicité avec l’ennemi, puis le camp est délivré par les troupes allemandes le 20 juin. Maurer est soutenu par Robert Ernst auprès du Gauleiter Robert Wagner, nommé par Hitler pour administrer le Gau Oberrhein, c’est-à-dire l’Alsace et le pays de Bade. Ernst persuade ce dernier de nommer Maurer président de l’Église luthérienne d’Alsace. Prudent, ce dernier réunit les membres du Consistoire supérieur et les pasteurs qu’il peut joindre pour faire ratifier par eux cette nomination, qu’il obtient à l’unanimité des présents le 16 août 1940.
Durant quatre ans, il va s’efforcer de diriger l’Église évangélique luthérienne d’Alsace, amputée de la Lorraine et désormais séparée de l'Etat, avec « la prudence du serpent et la candeur du pigeon », tandis que Wagner le qualifie de « renard rusé » (schlauer Fuchs). Il est conscient que l’idéologie du nazisme est hostile aux Églises dont le statut religieux hérité de Napoléon a été supprimé et les biens confisqués. Quand on lui propose de rendre la cathédrale de Strasbourg aux protestants, il refuse. Mais la cathédrale est fermée pendant la guerre, car Hitler, qui a la hantise de la trahison, soupçonne les catholiques d’avoir servi les intérêts français. Il fait aussi enlever les archives de l’évêché de Strasbourg pour la période de l’Entre-deux-guerres et les transfère à Berlin, d’où elles sont parties à Moscou en 1945.
Au cours de négociations ardues avec Wagner, Maurer réussit parfois à avoir gain de cause. Il empêche la confiscation de certains bâtiments d’Église et obtient la libération de pasteurs qui ont célébré un office le matin de l’Ascension malgré l’interdiction. Il parvient à empêcher l’incorporation dans la Wehrmacht de la plupart des jeunes pasteurs. Ses rapports directs avec le Gauleiter, agacé par sa résistance, cessent à partir de 1942.

### Une fin de vie amère
Après la Libération, il est nommé en mai 1945 aumônier des pensionnaires de la Maison Bethel à Cronenbourg et participe à la vie de la Société luthérienne, sans que les autorités françaises cherchent dans un premier temps à « l’épurer ». Mais à son assemblée générale de novembre 1947, il évoque le « caractère allemand intangible de l’Église luthérienne » : c’était la phrase de trop, qui lui vaut d’être dénoncé et arrêté deux jours plus tard le 13 novembre 1947, bien après la grande vague de procès « d’épuration » pour germanophilie en Alsace-Lorraine. Il demeure un an en prison jusqu’à son procès.
Il est jugé par le Tribunal militaire permanent de Metz du 16 au 18 novembre 1948. L’acte d’accusation du commissaire du Gouvernement distingue la période d’avant la guerre et celle de l’occupation allemande et mélange des faits réels avec les délits d’opinion. L’acte lui reproche sa collaboration à la Zukunft, sa signature à l’appel du Heimatbund, le fait d’avoir été le rédacteur en chef du Friedensbote, ses contacts avec Robert Ernst et Charles Roos, un autonomiste fusillé par les Français le 7 février 1940 pour « trahison ». Le commissaire analyse la circulaire confidentielle que Maurer a adressée le 14 septembre 1940 à tous les pasteurs. Par ailleurs, il est accusé de n’avoir pas changé d’idées ni d’opinions, de n’avoir rien appris et rien oublié, d’avoir émis des opinions antinationales en soulignant le 11 novembre 1947 le caractère allemand immuable de l’Église luthérienne. L’accusation insiste sur la diffusion d’informations secrètes concernant la sécurité de l’État dans la période du 20 juin 1938 au 21 juillet 1939 et sur la trahison pour contacts avec l’Allemagne contre la France du 20 juin 1940 à décembre 1944. Mais le commissaire reconnaît sa résistance courageuse aux occupants et son zèle en faveur de tous les persécutés sans distinction de confession.
Ses avocats Stehberger et Schreckenberg font citer à sa décharge plusieurs témoins engagés dans la Résistance : le pasteur Fricker, décoré, le pasteur Rosenstiehl, interné, le pasteur Bastian, lieutenant des FFI et le pasteur Brandt qui avait été expulsé.
Le verdict déclare Maurer coupable d’espionnage et d’actions menaçant la sécurité nationale, mais non de trahison, et accorde les circonstances atténuantes. Maurer est condamné à 5 ans de prison, à l’interdiction de séjour en Alsace-Lorraine pendant dix ans, à la confiscation de ses biens et au versement des frais de 15 011 francs. Mais le général de la 6e région militaire, qui a reçu le recours en grâce, annule l’exécution du verdict le 20 décembre 1948, à l’exception de l’interdiction de séjour.
Maurer, arrivé en Haute-Saône le 1er juillet 1949, est envoyé à l’hôpital civil de Strasbourg trois mois plus tard pour une pleurésie. Ensuite il est admis au Diaconat de Strasbourg où il meurt en 1950 à l’âge de 75 ans.

## Rôle historique

### Animateur du néo-luthéranisme en Alsace-Moselle
En 1906, Charles Maurer publie une liturgie pour les paroisses de la confession d'Augsbourg en Alsace-Lorraine (Agende für die Gemeinden Augsburgischer Konfession in Elsass-Lothringen), qui intègre beaucoup de spécificités alsaciennes. En 1908, il crée, en collaboration avec Karl Fuchs, un recueil de cantiques pour les chrétiens de la confession d'Augsbourg en Alsace-Lorraine (Gesangbuch für die Christen Augsburgischer Konfession in E. L.).  Il reprit et améliora le recueil d'orgue créé par Friedrich Ihme intitulé “Alleluia, livre de musique à quatre voix pour accompagner les chants liturgiques et spirituels” (Halleluja. Vierstimmiges Melodienbuch nebst liturgischen Gesängen und geistlichen Liedern. De 1912 à 1918 et à nouveau de 1921 à 1939, il est le rédacteur en chef du périodique luthérien orthodoxe fondé par Friedrich Weyermüller et Friedrich Ihme, Friedensbote ("messager de paix").

### Président de l'Église luthérienne d'Alsace sous le nazisme
Charles Maurer, qui n'a pas été dupe du nazisme, réussit pendant toute l'occupation de 1940 à 1945, à préserver l'indépendance de  l'Église luthérienne d'Alsace, et en particulier à tenir à distance les chrétiens allemands (Deutsche Christen) pronazis, à l'inverse de ce qui se produit pour l'Église mosellane, absorbée par l'Église officielle du Palatinat,. Ses négociations avec le gauleiter Wagner ont plutôt été à l'avantage de l'Église, au prix cependant du silence sur le nazisme et ses crimes. Notamment, dans la lettre confidentielle qu'il adresse le 14 septembre 1940 à tous les pasteurs, il invite ceux-ci à ne pas donner l'impression que la fidélité à l'Évangile pourrait être inconciliable avec le nazisme. Le bilan de la gestion de Charles Maurer pendant cette période très difficile est donc nuancé.

## Publications
- Agenda für die Gemeinden Augsburgischer Konfession in Elsass-Lothringen (liturgie), Strasbourg, 1906.
- Gesangbuch für Christen Augsburgischer Konfession in E.L. (recueil de cantiques), Strasbourg, 1908.
- Halleluja (livre d'orgue), Leipzig, 1923 (réédition).